# Espace-cible
En théorie quantique des champs, les champs scalaires d'un modèle sigma non linéaire sont interprétés géométriquement comme décrivant un plongement de l'espace sur lequel ils sont définis vers un autre espace appelé espace-cible, qui est le plus souvent une variété riemannienne. Dans l'action de la théorie, le terme cinétique qui leur correspond est la métrique de cet espace-cible.
Ce type de modèle apparaît particulièrement souvent dans les modèles de théorie des cordes. Dans ce cas l'espace de départ est la feuille d'univers de la corde, la théorie quantique des champs est en fait une théorie conforme et l'espace-cible correspond alors à l'espace-temps de notre univers.